# Colondanas
Colondanas (en francès Colondannes) és una localitat i comuna de França, a la regió de la Nova Aquitània, departament de la Cruesa. La seva població al cens de 1999 era de 305 habitants. No està integrada en cap Comunitat de comunes.

## Demografia
| 1968 | 1975 | 1982 | 1990 | 1999 |
| ---- | ---- | ---- | ---- | ---- |
| 376  | 342  | 335  | 347  | 305  |

## Administració
| Període | Identitat     | Partit |
| ------- | ------------- | ------ |
| 2001-   | Lucien Chaput |        |